# Strada Nova

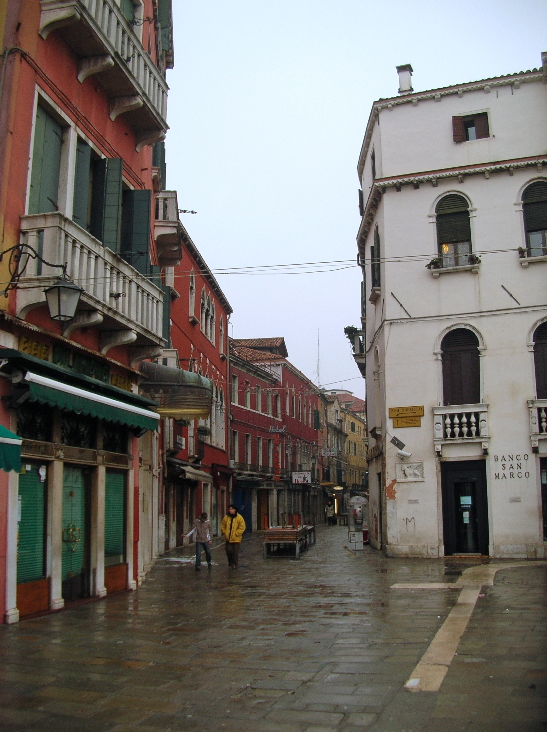
L'imbocco della Lista di Spagna dalla Chiesa degli Scalzi

La Strada Nova è un'importante arteria pedonale della città di Venezia.
Essa costituisce l'asse viario principale del sestiere di Cannaregio e collega la stazione di Santa Lucia con Rialto, terminando nel campo dei Santi Apostoli.
Da un punto di vista toponomastico, il nome Strada Nova propriamente detto è relativo al solo tratto terminale tra Santa Fosca e il campo dei Santi Apostoli, tuttavia la popolazione usa questa denominazione in modo indifferenziato per indicare l'intero percorso, che è costituito da larghe vie collegate da ponti e ricavate nel corso del XIX secolo per creare un accesso pedonale rapido tra Rialto e la stazione ferroviaria, demolendo gli edifici che delimitavano altrimenti un lungo percorso tortuoso tra strette calli.

## Storia
La Strada Nova, nella sua forma attuale, è il risultato di una serie di interventi urbanistici avvenuti in momenti successivi e in generale non inquadrati in un unico progetto organico, se si eccettua l'intervento finale di completamento del collegamento tra Santa Fosca e Campo Santi Apostoli.
Il primo intervento avvenne nel 1818, sotto il governo austriaco, con l'interramento del rio dei Do Ponti, nel tratto compreso tra il Ponte delle Guglie e il campo dell'Anconetta. Questo intervento fu motivato sia da ragioni di salubrità della zona che dall'esigenza di rivitalizzare il sestiere di Cannaregio, all'epoca ancora area periferica e semi-depressa, creando un'importante direttrice pedonale per favorire scambi e sviluppi locali. Per la sua portata, questo interramento condizionò anche tutti gli interventi futuri, diventando di fatto il punto di innesto principale per i prolungamenti successivi.
Il secondo intervento, sempre sotto il governo austriaco, fu l'interramento nel 1844 dei rii dei Sabbioni e dell'Isola nella zona della Lista di Spagna, creando così un ampio collegamento pedonale tra la chiesa degli Scalzi e il campo San Geremia fino al Ponte delle Guglie, prolungando di fatto l'intervento precedente fino alla neonata stazione ferroviaria. In questo caso la motivazione principale dell'interramento fu proprio legata alla nuova viabilità creata dal collegamento ferroviario con la terraferma e al conseguente ribaltamento urbanistico del baricentro cittadino dalla direttrice San Marco-Castello verso la direttrice Ferrovia-Rialto. Infatti in precedenza la parte interna e settentrionale del sestiere di Cannaregio era di fatto una zona periferica, essendo il centro delle attività cittadine concentrato lungo il Canal Grande e nella zona Rialto - San Marco - Arsenale. Di conseguenza, anche i flussi pedonali della zona erano costituiti essenzialmente dal traffico residenziale locale e non c'era esigenza di semplificare e velocizzare la viabilità. Con la costruzione del ponte ferroviario, avvenuta tra il 1841 e il 1846 e la conseguente trasformazione della zona di Santa Lucia in terminal verso la terraferma, si ebbe un ribaltamento nel ruolo urbano del quartiere e, in mancanza di un servizio pubblico di trasporto acqueo dei passeggeri, sorse la necessità di stabilire percorsi pedonali rapidi o comunque agevoli tra la stazione ferroviaria e il centro logistico della città (Rialto).
L'ultimo tratto della Strada Nova venne concepito e realizzato dal governo italiano dopo l'annessione della città al Regno d'Italia avvenuta nel 1866. Dopo lunghi dibattiti, si arrivò a una scelta finale tra due progetti, uno a firma Niccolò Papadopoli che prevedeva una strada completamente rettilinea tra il campo dei Santi Apostoli e Santa Fosca, con ampi sventramenti, e uno più flessibile a firma Meduna, con un percorso parallelo all'altro progetto, di larghezza inferiore e meno intrusivo in termini di demolizioni e sventramenti, dato che seguiva in larga parte, rettificandola, allargandola e semplificandola, la viabilità già esistente. Alla fine fu scelto e realizzato il progetto Papadopoli e la nuova strada, originariamente intitolata a Vittorio Emanuele II, venne infine inaugurata il 2 settembre 1871, completando così il percorso tra Rialto e la stazione ferroviaria.
L'intera strada presenta una larghezza media di dieci metri, con un'unica strettoia costituita dalla calle dell'Anconetta: all'epoca dell'intervento, si disse che questo tratto non venne allargato perché avrebbe comportato la demolizione dell'abitazione dell'ingegnere capo dei lavori comunali. Nei momenti di maggior afflusso di persone (tipicamente sotto carnevale), in calle dell'Anconetta (così come anche in salizzada S. Giovanni Grisostomo che collega campo S. Apostoli a Rialto) viene istituito il senso unico pedonale con deviazione di uno dei sensi verso altre calli.

## Percorso

### Dagli Scalzi a San Geremia (Lista di Spagna)
Partendo dalla Stazione, il primo tratto che si incontra è il Rio Terà Lista di Spagna, realizzato nel 1844, interrando il preesistente Rio dei Sabbioni. La strada è così chiamata perché qui, nel Palazzo Frigerio o Friziero (dal 1613 Palazzo Zeno e ora Grand Hotel Principe), si trovava la sede dell'Ambasciatore spagnolo presso la Repubblica Serenissima.  Il termine lista deriva dal fatto che la Repubblica "listava" con delle righe in pietra d'Istria le residenze degli ambasciatori stranieri, delimitando il tratto entro il quale si poteva godere di alcune immunità.

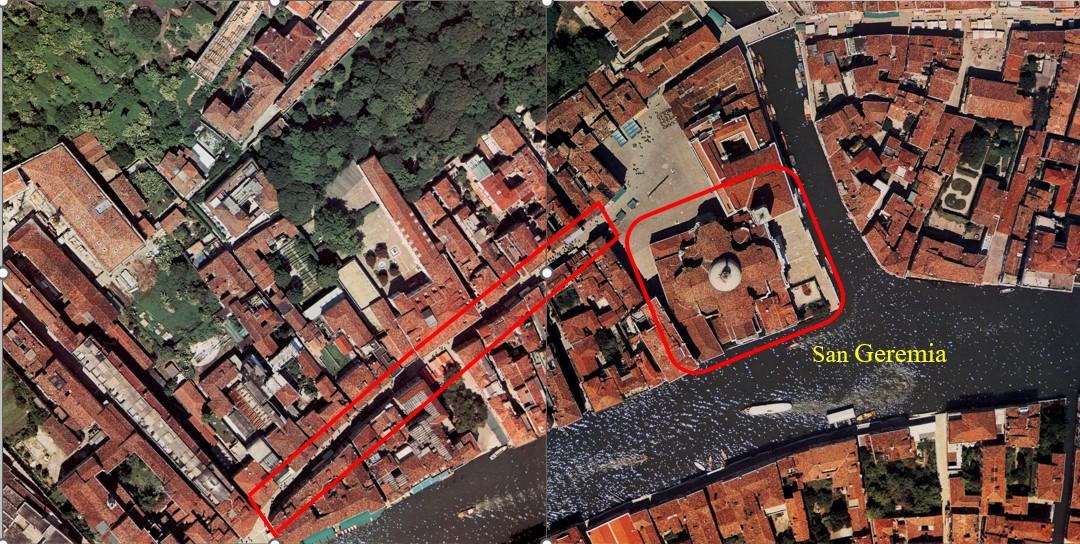
Strada Nova, Lista di Spagna

Il tratto della Lista di Spagna è caratterizzato dalla presenza di numerosi alberghi e attività commerciali di tipo turistico. Si incontrano però alcuni edifici importanti. Il primo è il Palazzo Calbo Crotta,  oggetto di numerosi interventi tra il XV e il XVII secolo e che per questo presenta una commistione di stili che vanno dal gotico al barocco. Poco più avanti si trova il palazzetto Lezze, in stile gotico-veneziano, risalente al XV secolo.  Sul lato sinistro, al civico 168, nell'edificio del Palazzo Zeno si trova l'Istituto Orfanotrofio Manin che venne costituito grazie a un lascito molto consistente di Ludovico Manin, ultimo Doge della Repubblica di Venezia. Più avanti, sul lato destro, al civico 233, vi è un portale gotico del XV secolo che in seguito servì come ingresso per il palazzo Morosini dalla Tressa.
Al termine della Lista di Spagna, si apre il Campo San Geremia, con la relativa chiesa, in cui sono custodite le spoglie di Santa Lucia vergine e martire di Siracusa. Le reliquie inizialmente si trovavano nella chiesa di Santa Lucia, affacciata sul Canal Grande e demolita nel 1860 quando il Governo di allora decise di ampliare la stazione ferroviaria di Venezia che tuttora ne porta il nome. Per le sue ampie dimensioni, ai tempi della Repubblica il campo veniva usato spesso come area per gare di gioco al pallone o di corse al toro. Sempre sullo stesso campo si affaccia anche Palazzo Labia, che ospita la sede regionale RAI del Veneto e che ha al suo interno affreschi di Giovan Battista Tiepolo.
La Salizzada San Geremia conduce infine al Ponte delle Guglie sopra al Canale di Cannaregio.

### Da San Geremia al Rio di Noale

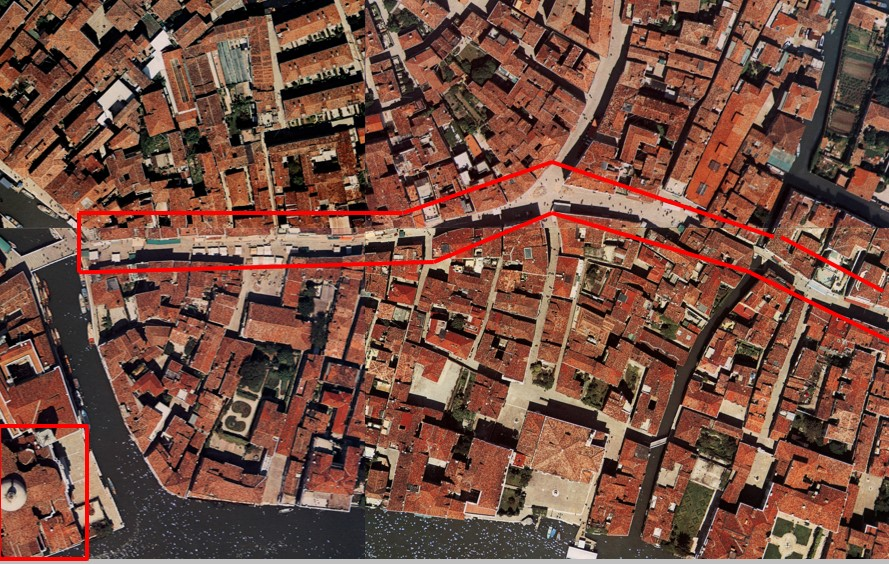
Rio Terà San Leonardo

Attraversato il ponte delle Guglie si arriva al rio terà San Leonardo. A destra, su uno slargo, c'è l'edificio della chiesa di San Leonardo, che fu sconsacrata per editto di Napoleone Bonaparte nel 1810, insieme a molte altre chiese e istituti religiosi, e che divenne la prima sede della Scuola della Carità. Il rio terà termina nell'ampio slargo del Campiello dell'Anconetta, subito prima dell'unica strettoia del percorso, la Calle dell'Anconetta, che tramite il ponte omonimo conduce al rio terà della Maddalena.
Il rio terà della Maddalena sembra essere stato il primo esempio a Venezia di un intervento di interramento di un canale per ricavarne una strada: la copertura sarebbe avvenuta infatti nel 1398. Appena attraversato il ponte dell'Anconetta, sulla destra un'ampia calle conduce all'ingresso posteriore del Palazzo Vendramin Calergi, la cui facciata principale è posta sul Canal Grande. Il palazzo fu residenza di Richard Wagner nei suoi ultimi anni di vita (il compositore vi morì nelle sue stanze) e ospita la sede invernale del Casinò di Venezia.
Sul lato sinistro, al civico 2343, si trovano il gotico Palazzo Contin (XV secolo) e il più tardo Palazzo Donà dalle Rose (XVII secolo). Al termine del rio terrà si trova il Campo della Maddalena con l'omonima chiesa caratterizzata da una pianta circolare. Nel campo della Maddalena sorgeva anticamente un palazzetto fortificato, il cosiddetto Castello dei Baffo, la cui torre venne in seguito utilizzata come campanile per la chiesa della Maddalena fino al 1881, quando fu costruita la nuova struttura per la cella campanaria. Superato il ponte Sant'Antonio, si incontra subito sulla sinistra l'ampio campo di Santa Fosca con il monumento a Paolo Sarpi e la facciata della chiesa omonima, che fu ricostruita una prima volta nel 1679 e poi rimodificata in modo consistente nel 1733, a seguito di un incendio. Di fronte al lato destro della chiesa si trova il palazzo Correr (XV secolo) in stile gotico con aggiunte settecentesche.
Sempre sul lato destro, poco dopo il palazzo Correr si trova la Farmacia Ponci (ancora in attività) che è la più antica farmacia veneziana e che ha mantenuto gli interni originali del XVII secolo, con una struttura a due corpi (atrio e farmacia vera e propria), mobili in noce intagliato originari dell'epoca e contenitori per medicinali ed erbe in vetro e maiolica del XVIII secolo.
Al termine del tratto stradale, si arriva al rio di Noale e al ponte Nicolò Pasqualigo, realizzato nel 1870. Sul lato sinistro, si trova la facciata del Palazzo Donà Giovanelli, in stile gotico e risalente alla prima metà del Quattrocento, caratterizzato dalla presenza di bifore sull'angolo e da un importante finestrato centrale.

### Dal Rio di Noale ai Santi Apostoli
Superato il rio di Noale, sulla sinistra si trova la chiesa di San Felice, che è una delle più antiche della città essendo stata fondata nel X secolo, per esser rinnovata prima nel XIII secolo e poi nei primi decenni del Cinquecento. Subito dopo la chiesa, si trova il ponte di San Felice e inizia il tratto finale del percorso che è quello che anagraficamente è la "Strada Nova" propriamente detta. La seconda calle sulla destra porta all'ingresso della Ca' d'Oro, che ha la sua facciata sul Canal Grande. Poco più oltre, sulla sinistra, si trova la chiesa di Santa Sofia che è completamente priva di facciata e la cui struttura (campanile compreso) è completamente inglobata con le case che la circondano; anche l'ingresso della chiesa è praticamente indistinguibile dagli altri ingressi privati adiacenti.

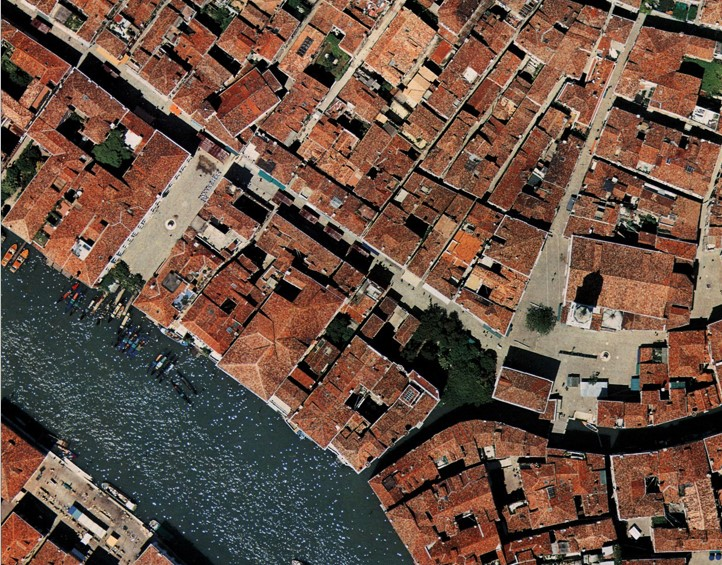
Strada Nova, Santa Sofia, Santi Apostoli

Di fronte alla chiesa di Santa Sofia, sulla destra, si apre il Campo Santa Sofia, che è uno dei pochi ad avere uno sbocco diretto sul Canal Grande e su cui si trova il Palazzo Sagredo, con facciata sul Canal Grande e decorato all'interno con opere di Sebastiano Ricci. Poco oltre, sempre sulla destra, si trova l'ingresso al Palazzo Michiel dalle Colonne, che ha la facciata sul Canal Grande e che in passato ospitava un'importante collezione privata con opere di Giovanni Bellini (La Pietà, Madonna col Putto fra il Battista e una Santa) ora esposte presso le Gallerie dell'Accademia.
Al termine della strada, subito prima del Campo Santi Apostoli, sul lato destro si trova la settecentesca Scuola dell'Angelo Custode, attribuita ad Andrea Tirali, adibita a chiesa luterana per i tedeschi residenti in città dopo che nel 1812 venne soppresso il Fontego dei Tedeschi. La Scuola ospita opere di Sebastiano Ricci e un Cristo benedicente della scuola di Tiziano, trasferito qui dal Fontego dei Tedeschi.
Il percorso quindi termina nell'ampio campo dei Santi Apostoli su cui si affaccia la chiesa omonima.

## Chiese e palazzi
Nella direzione dalla stazione verso il campo Santi Apostoli, lungo il percorso della Strada Nova si incontrano le chiese seguenti:

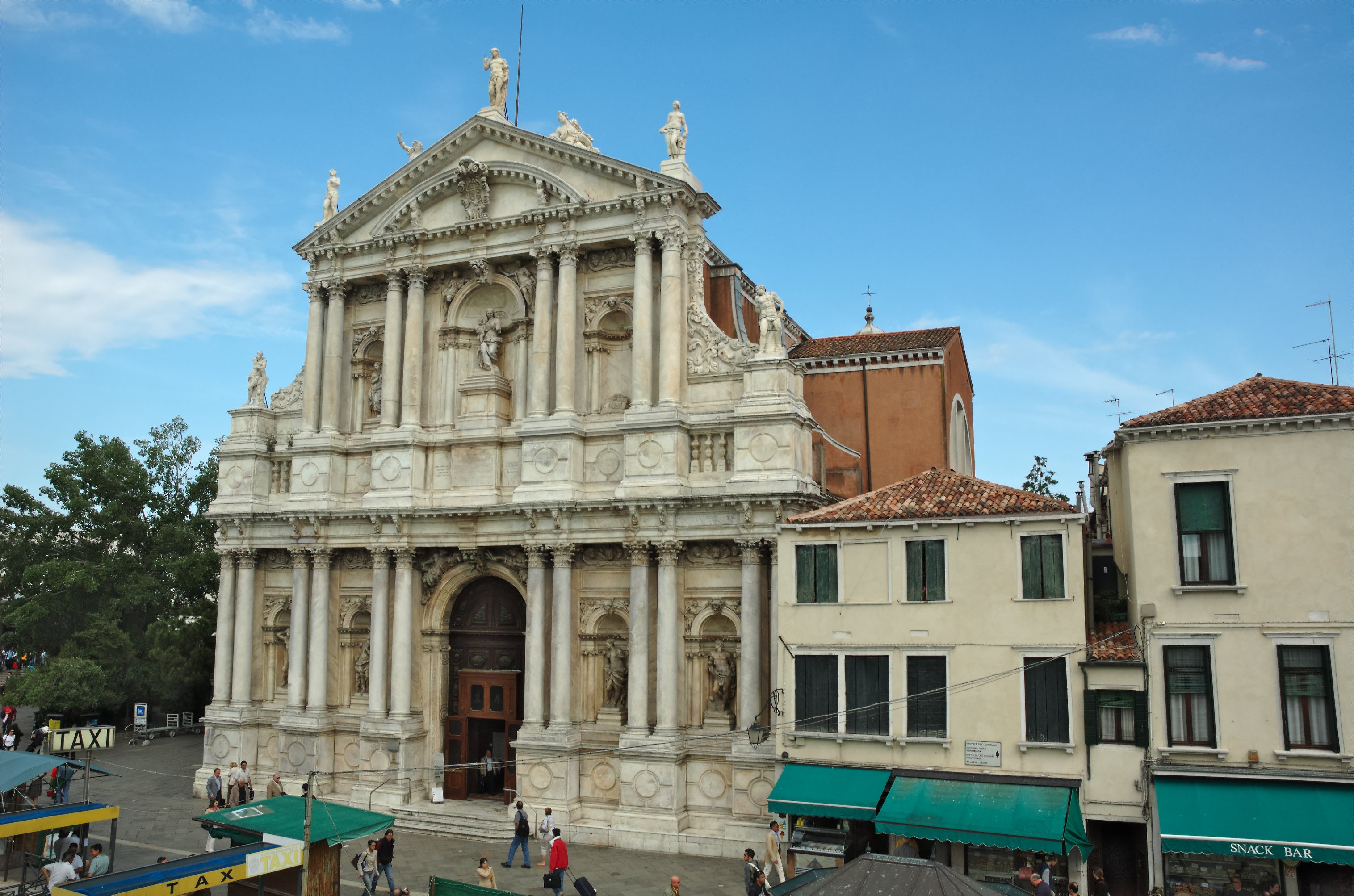
Chiesa di Santa Maria di Nazareth o degli Scalzi (prima dell'imbocco della Lista di Spagna)
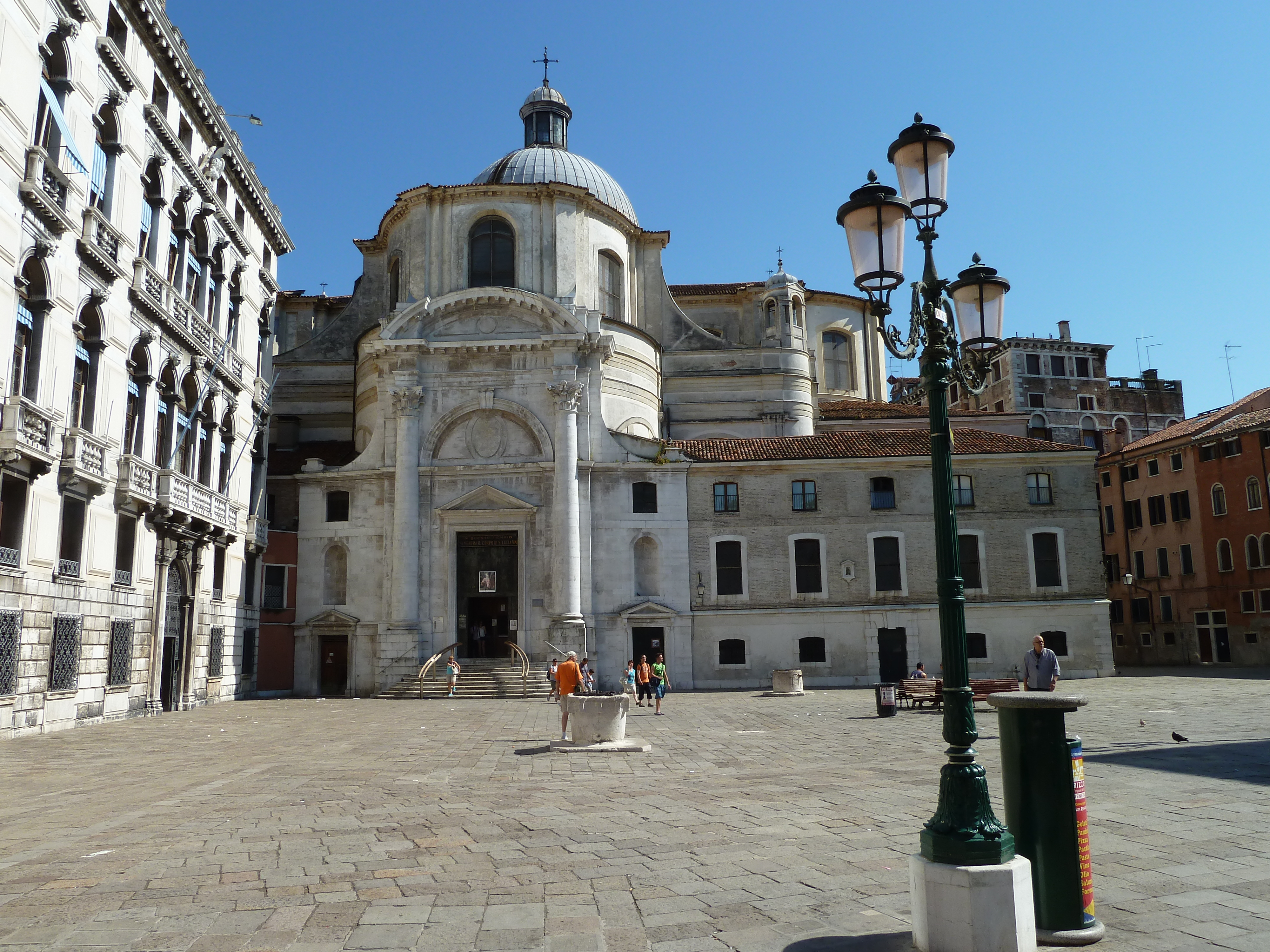
Chiesa di San Geremia
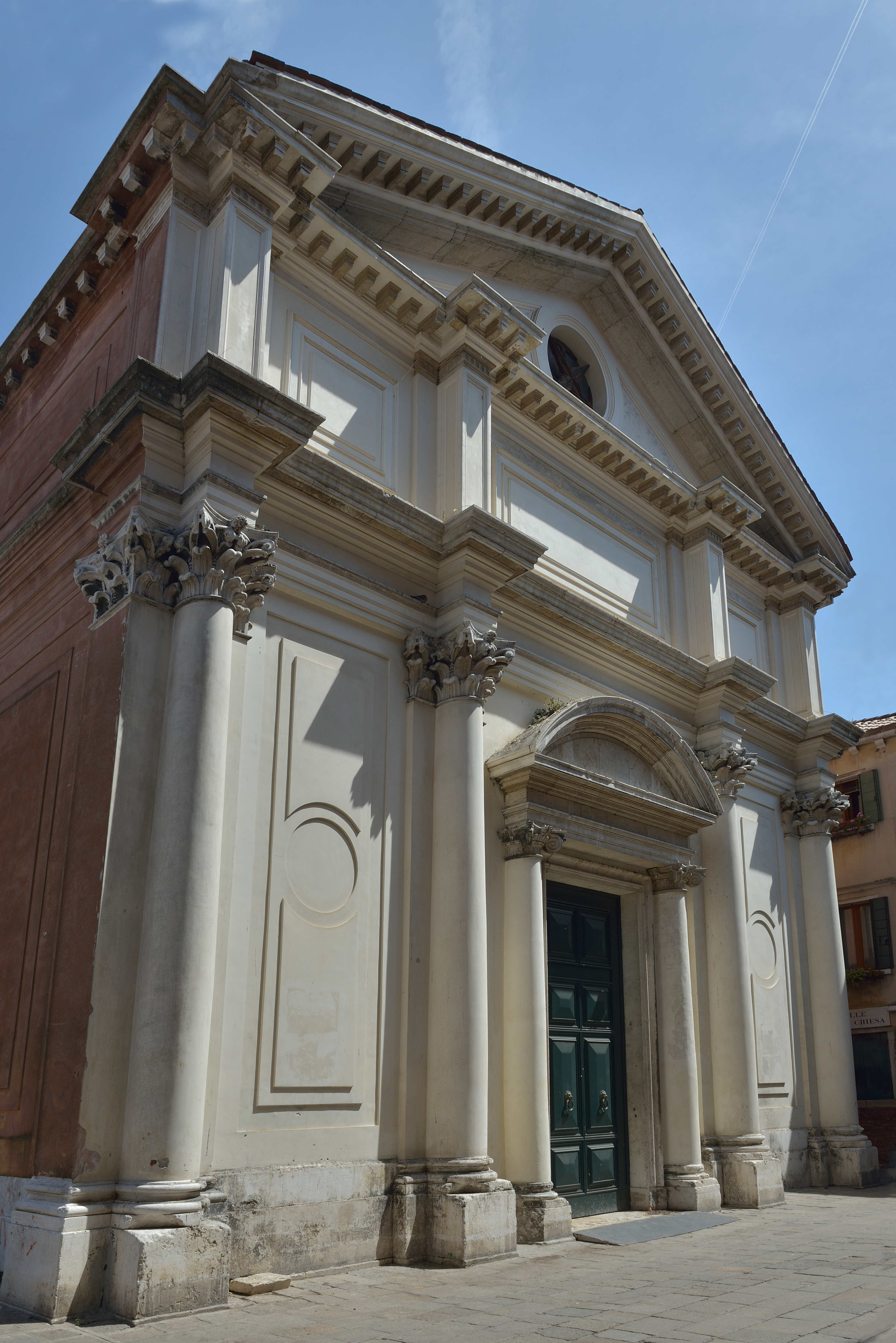
Chiesa di San Leonardo (sconsacrata)
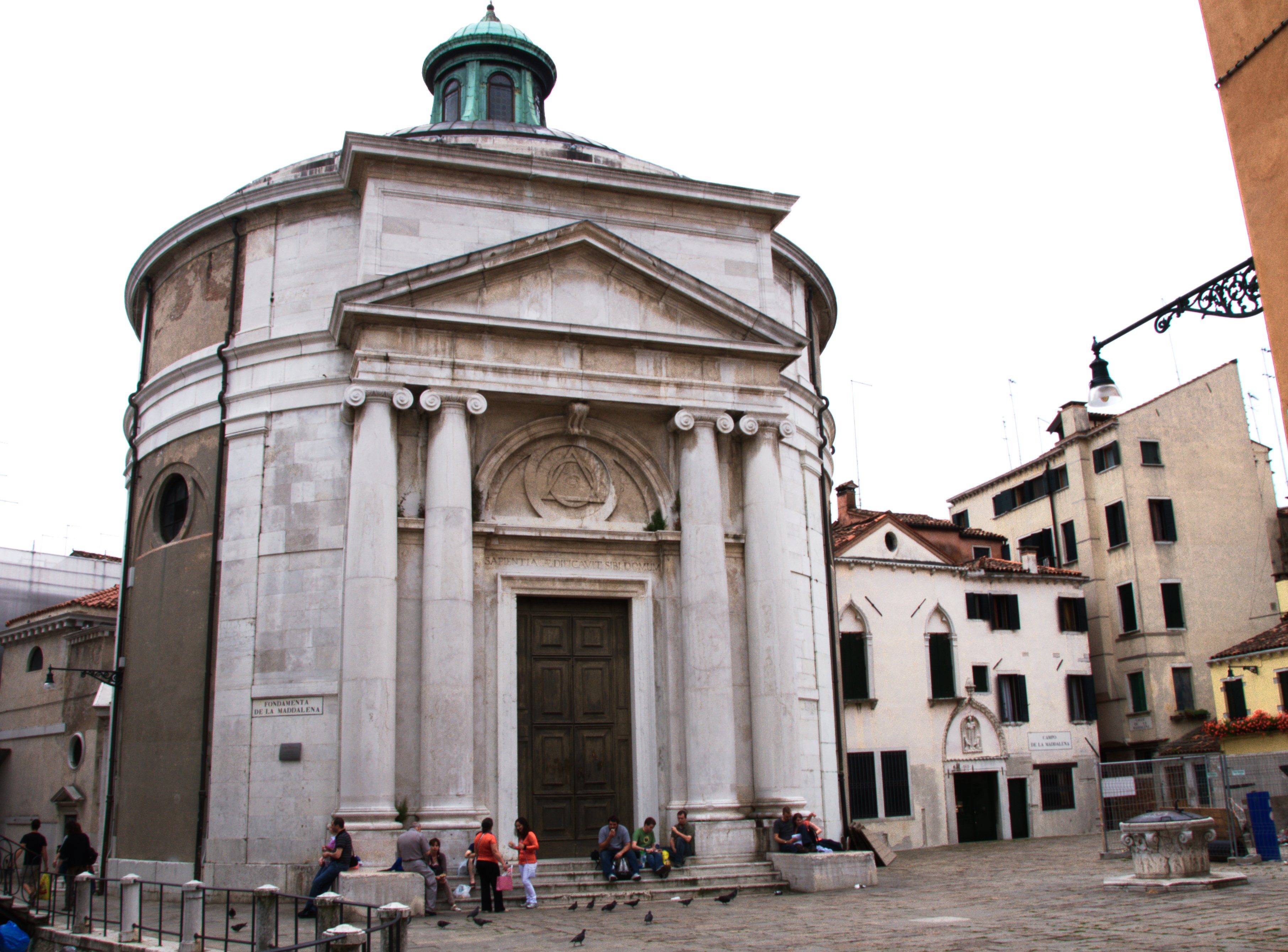
Chiesa della Maddalena
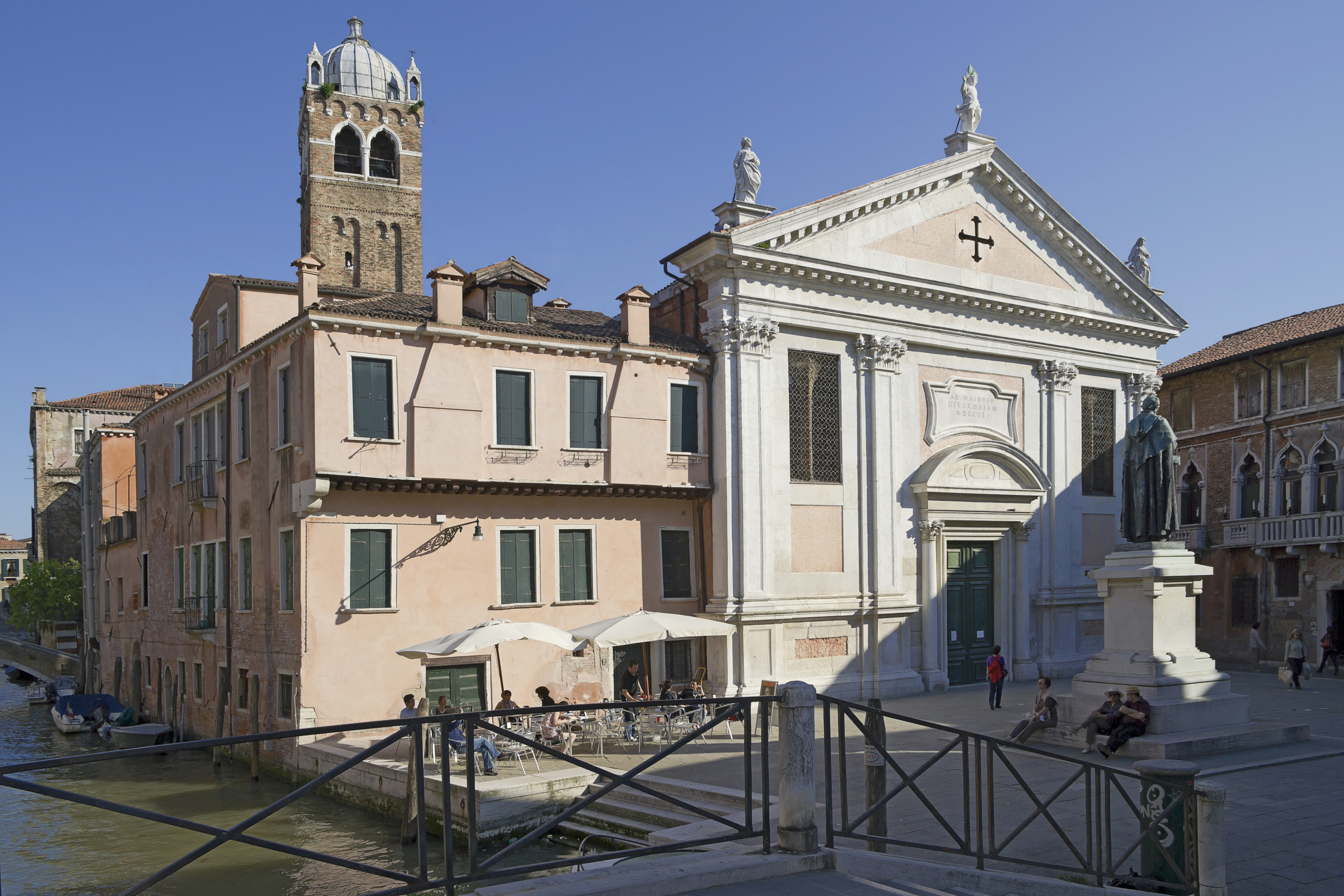
Chiesa di Santa Fosca
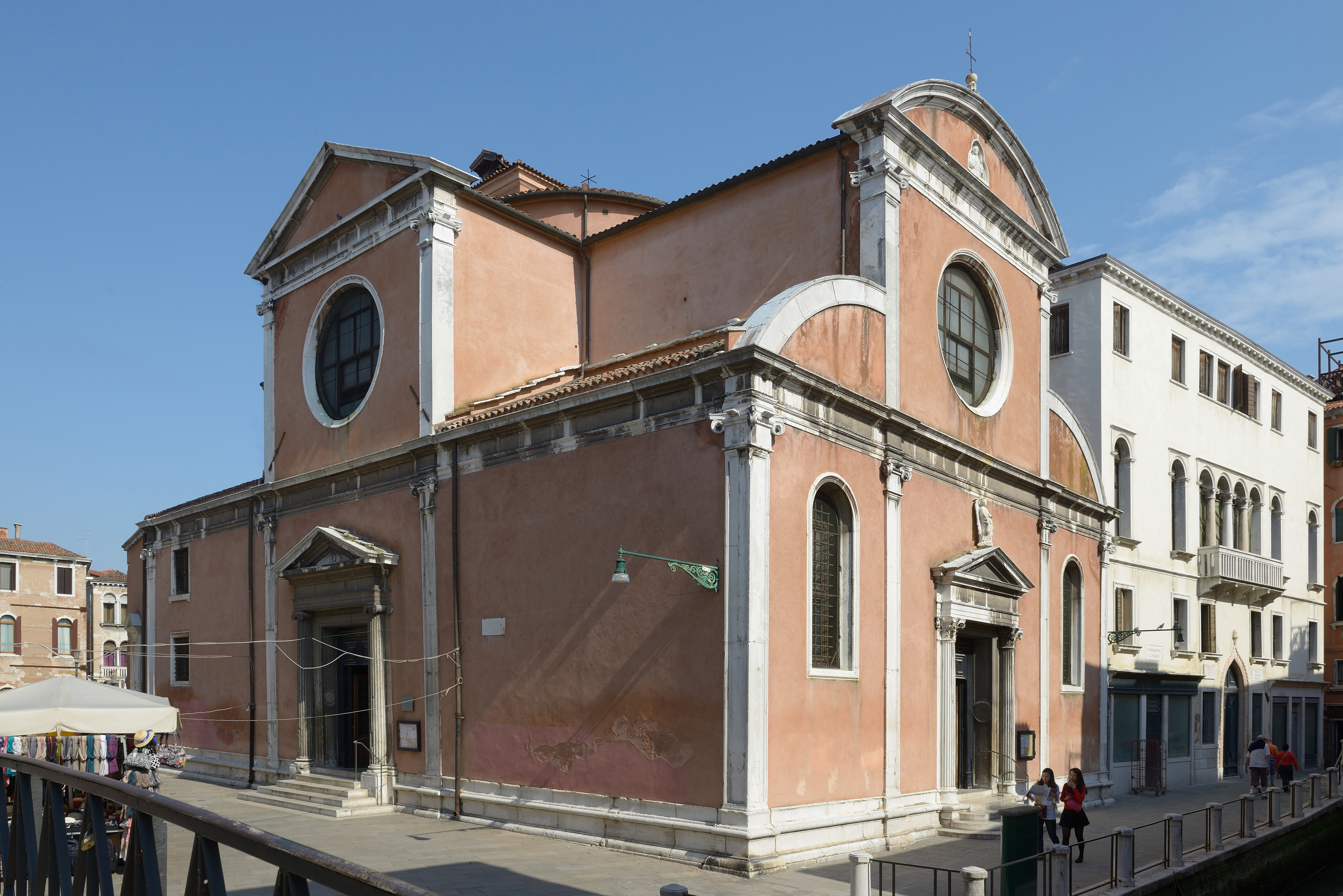
Chiesa di San Felice
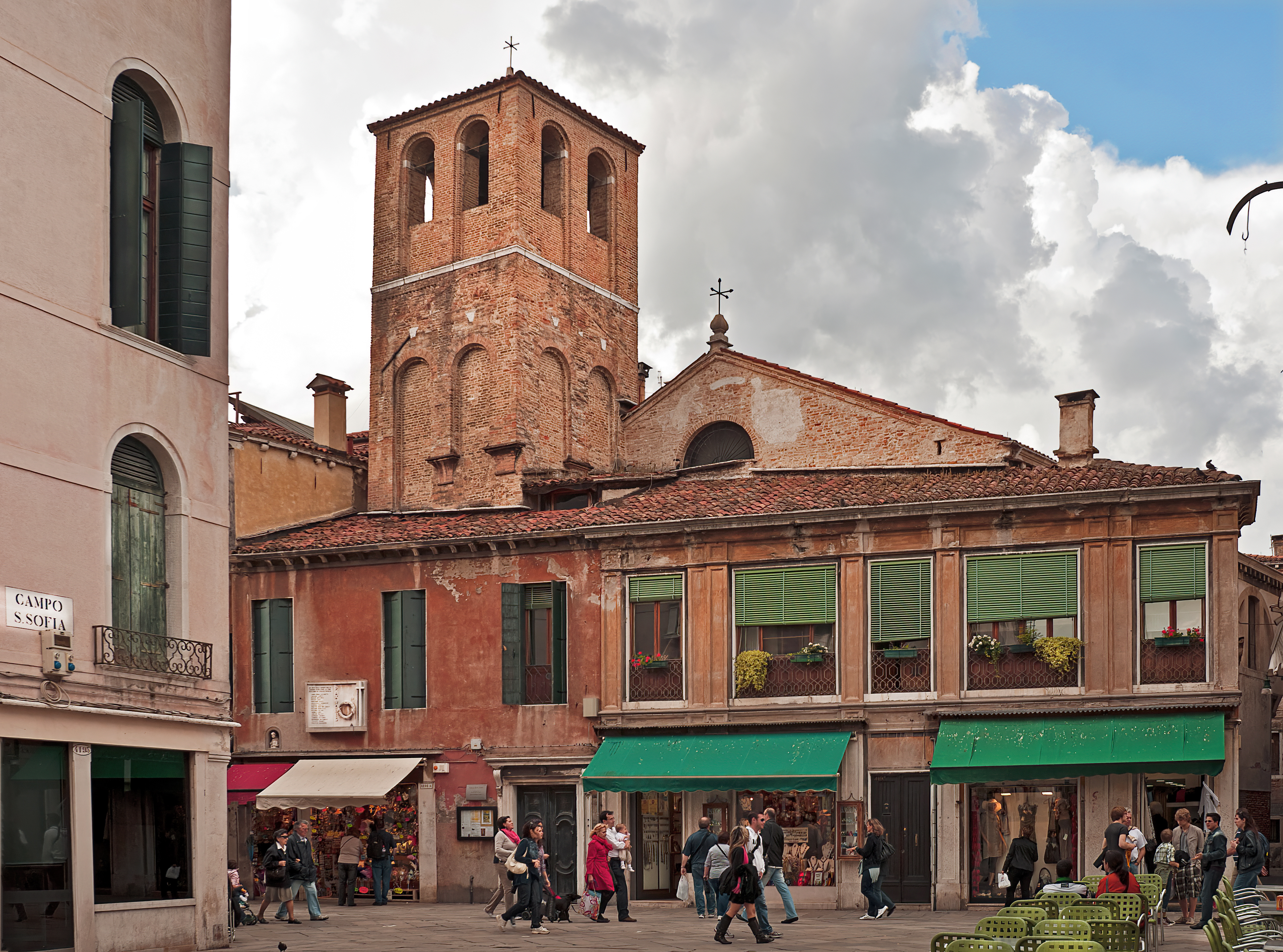
Chiesa di Santa Sofia
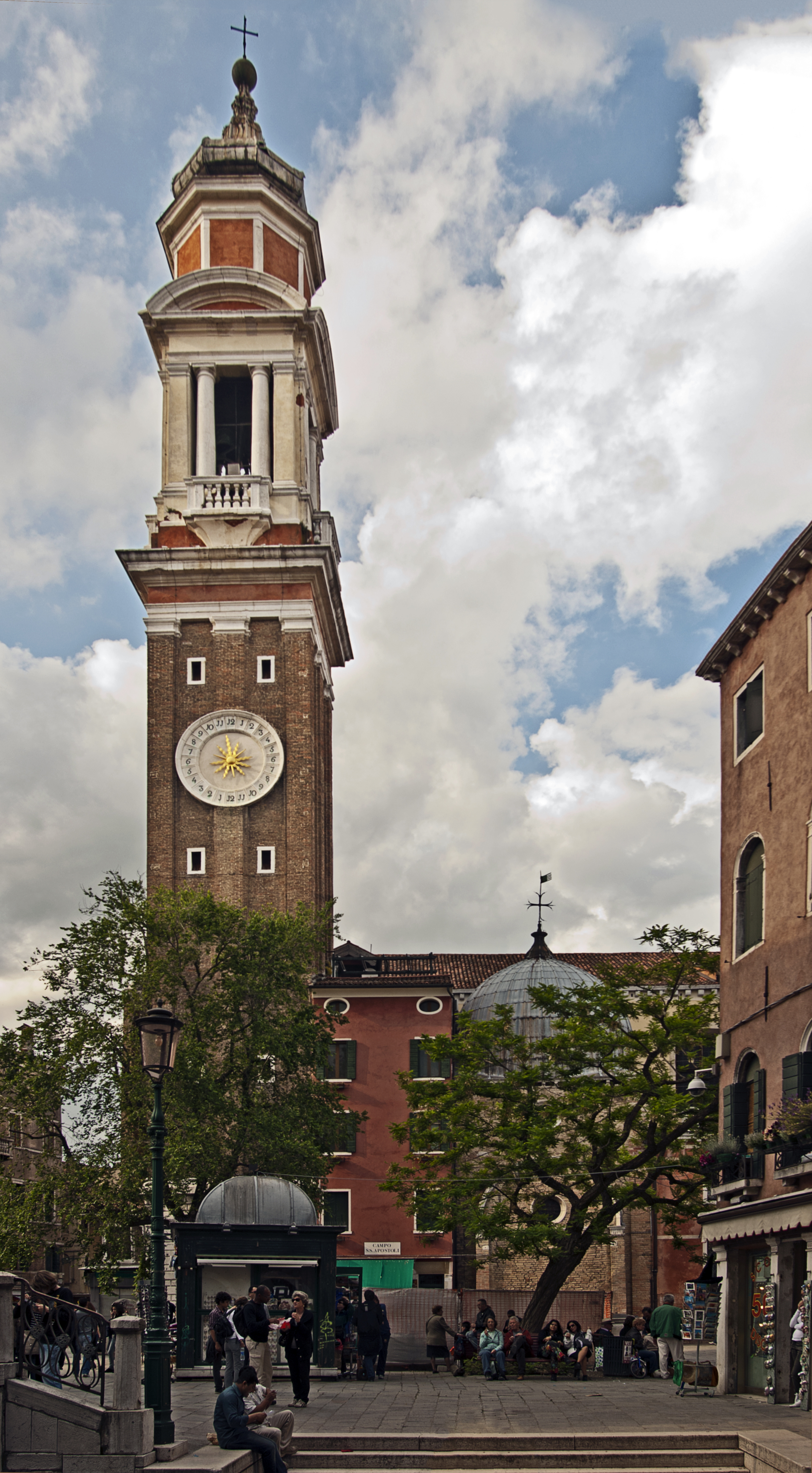
Chiesa dei Santi Apostoli (alla fine del percorso)

Lungo la Strada Nova si affacciano o presentano l'ingresso (con facciata sul Canal Grande) i palazzi seguenti:
- Palazzo Calbo Crotta
- Palazzetto Lezze
- Palazzo Zeno
- Palazzo Labia
- Palazzo della Torre
- Palazzo Vendramin-Calergi (facciata sul Canal Grande)
- Palazzo Contin
- Palazzo Donà dalle Rose
- Palazzo Correr
- Palazzo Donà Giovanelli
- Ingresso alla Ca' d'Oro (calle laterale)
- Palazzo Sagredo (facciata sul Canal Grande)
- Palazzo Michiel dalle Colonne (facciata sul Canal Grande)

## Galleria d'immagini

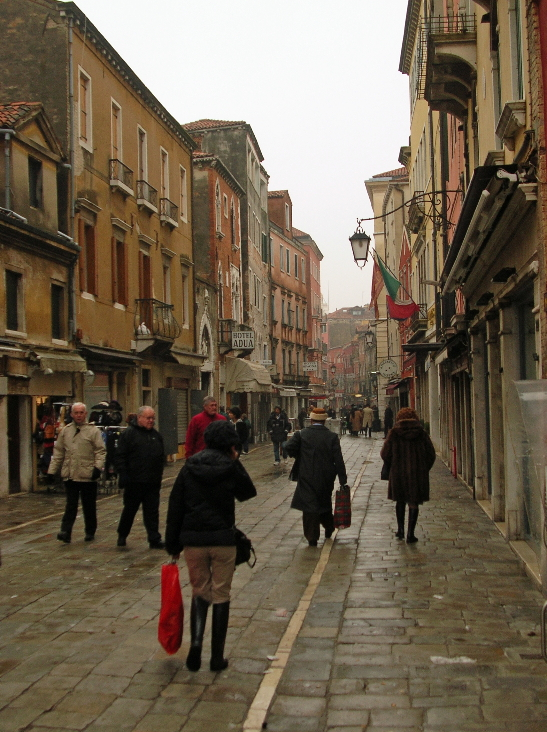
La Lista di Spagna da Campo San Geremia
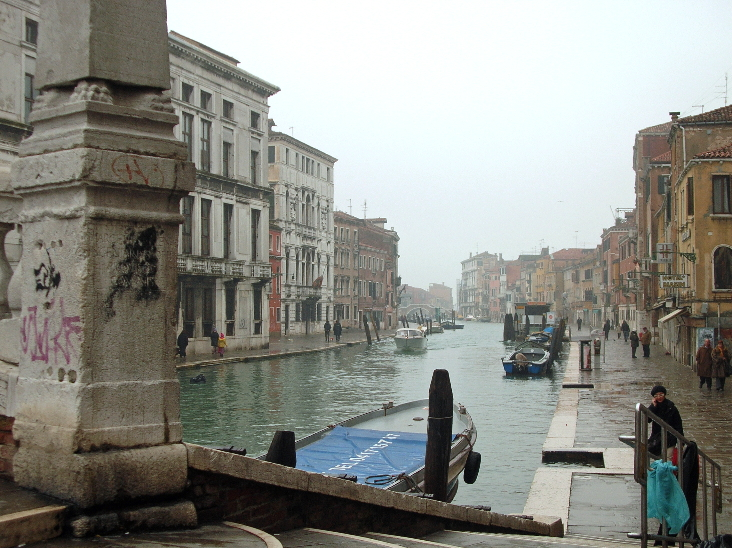
Il Canale di Cannaregio dal Ponte delle Guglie
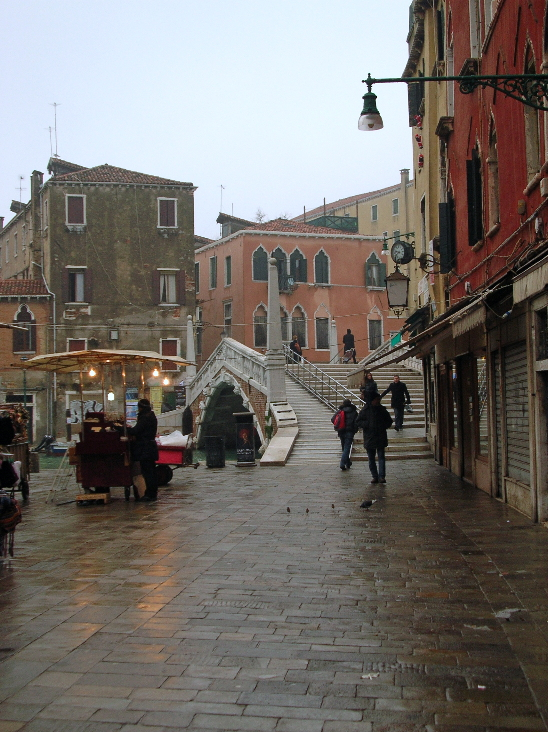
Il Ponte delle Guglie da Rio Terà San Leonardo
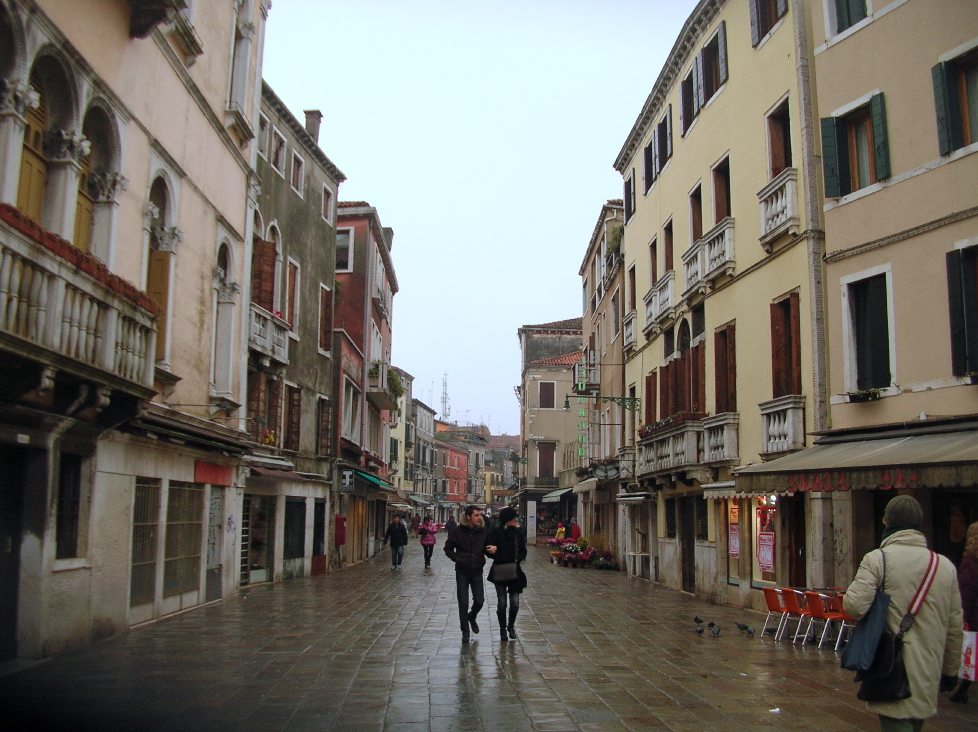
Il Rio Terà San Leonardo
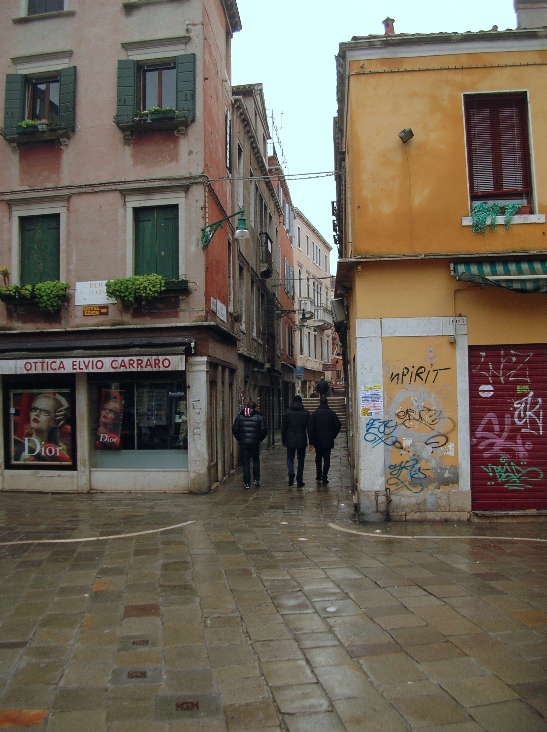
La strettoia di Calle dell'Anconeta
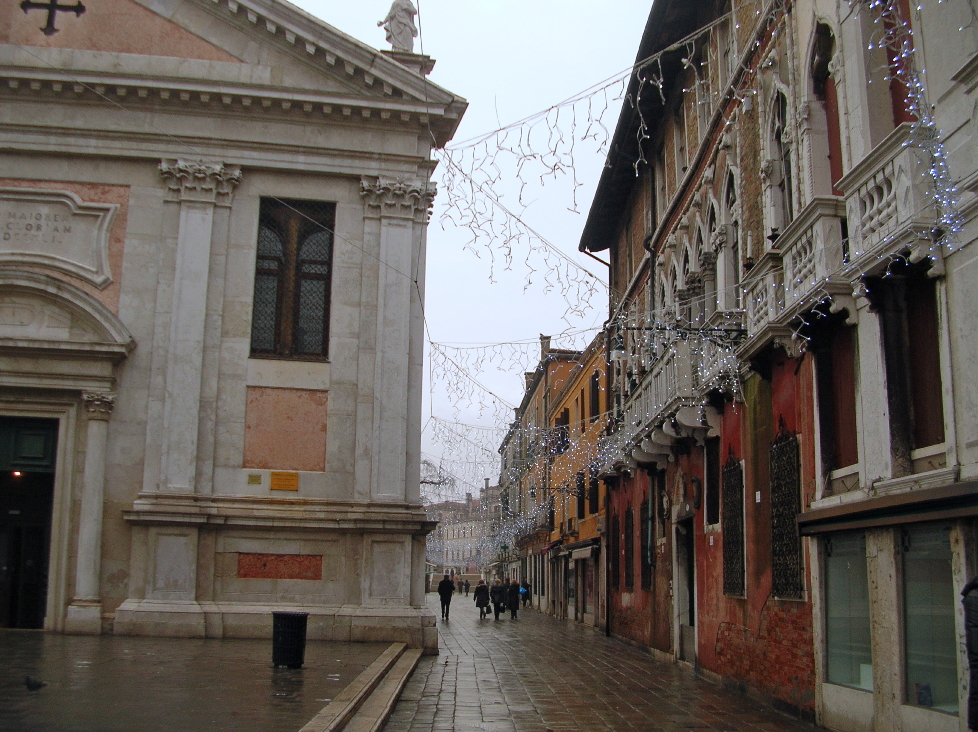
La Strada Nova a Santa Fosca
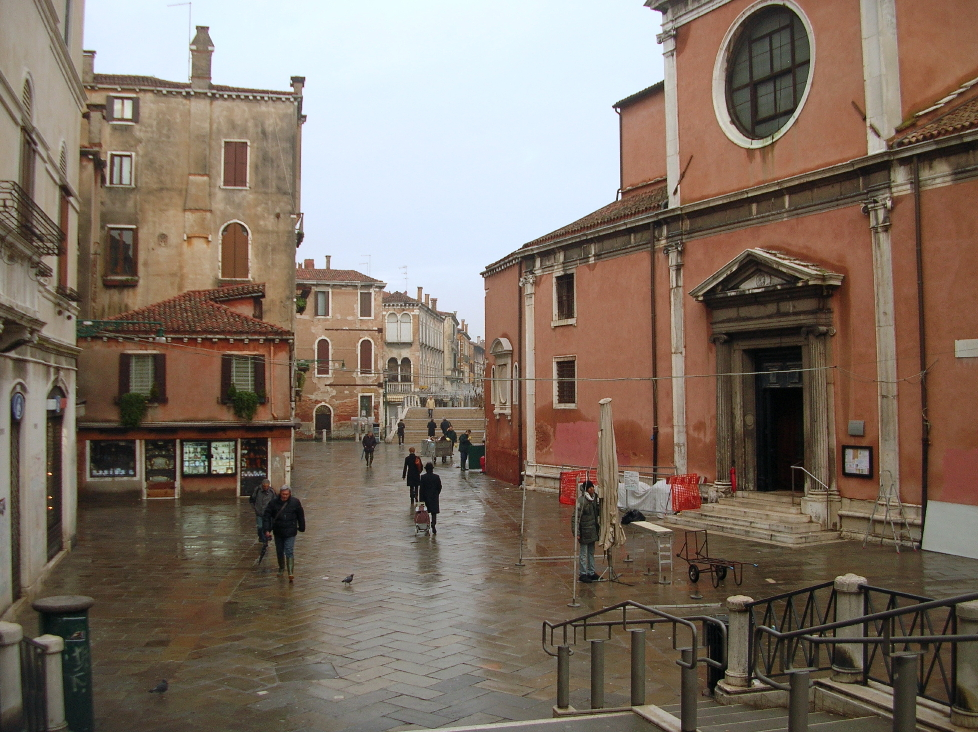
La Strada Nova a San Felice
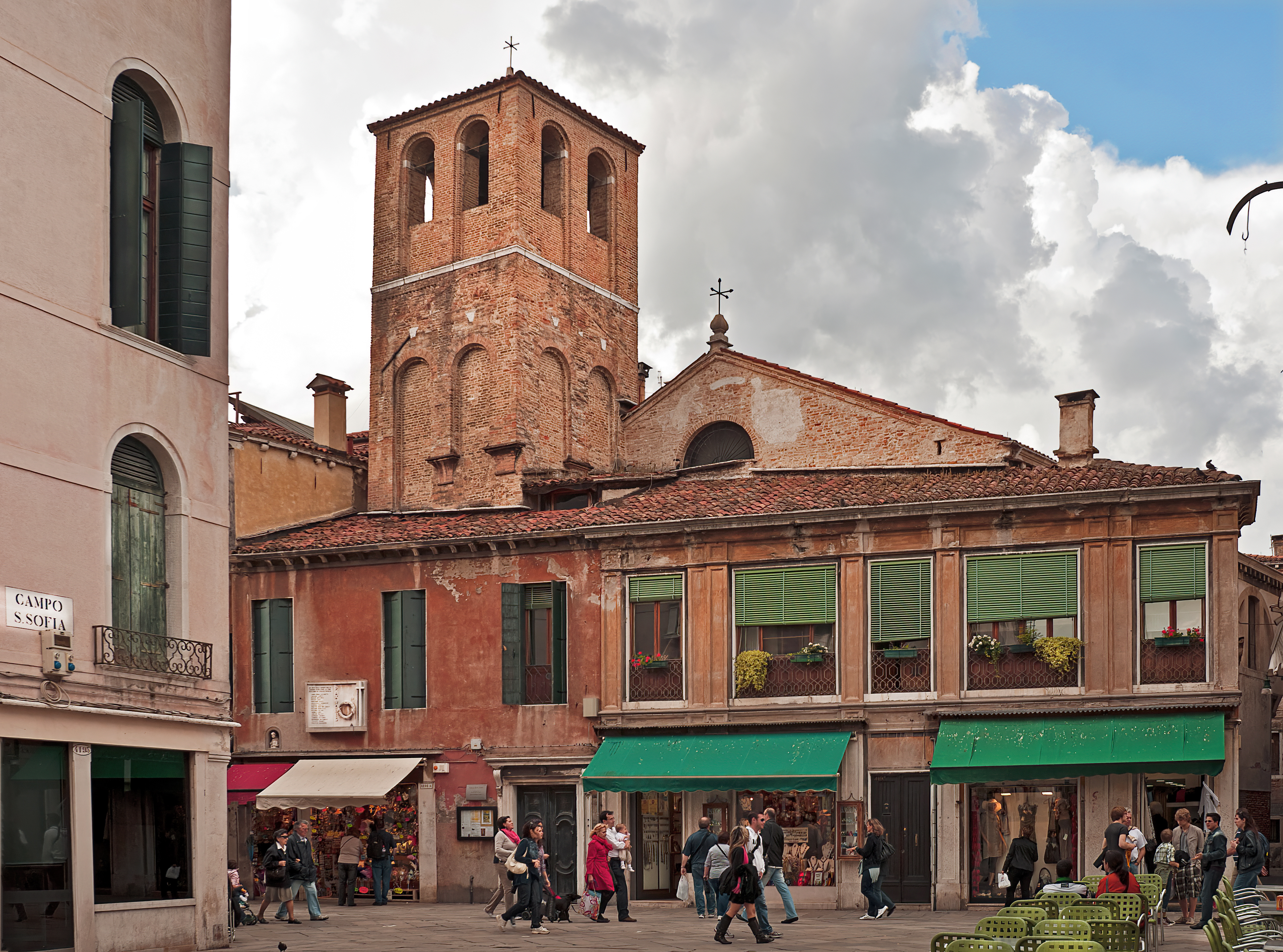
La Strada Nova da Campo Santa Sofia
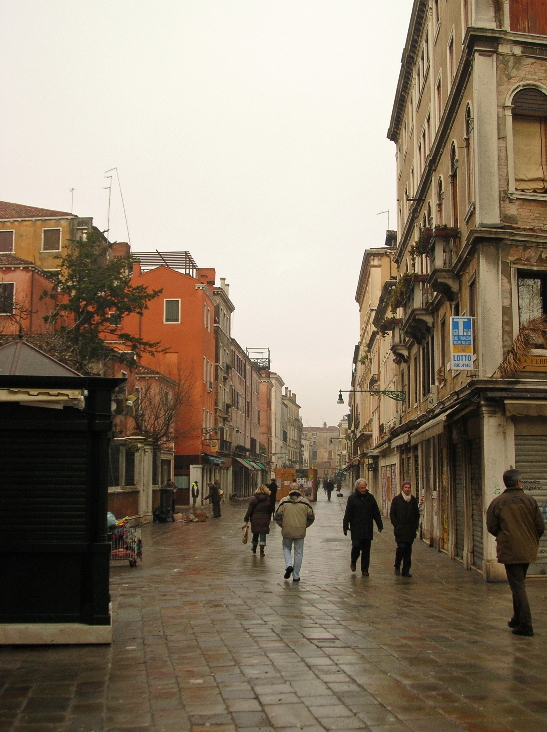
L'imbocco da Campo Santi Apostoli